# Res publica christiana
Res publica christiana é uma expressão latina que combina a ideia da res publica e christiana para descrever a comunidade mundial da Cristandade e o seu desenvolvimento.
Esta frase se encontra de forma notável na encíclica Christianae Reipublicae Salus (Saúde da Res publica Christiana) (1766) do Papa Clemente XIII, um documento da Igreja que condena o voltairianismo e as ideias maçónicas pela sua indiferença em matéria religiosa. Também é muito utilizada, igualmente, em textos medievais.